# Vis (engrenage)
Pour les articles homonymes, voir Vis.

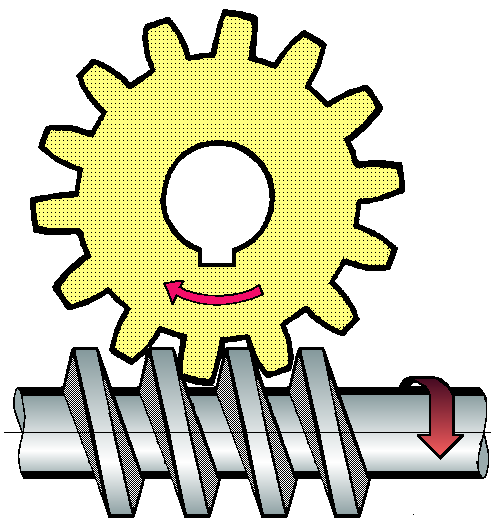
Système de roue et vis sans fin

Une vis, parfois appelée abusivement vis sans fin (car la vis a une fin), est un cylindre comportant une cannelure hélicoïdale (parfois plusieurs), la faisant ressembler à une tige filetée. Associée à un pignon, elle constitue un engrenage gauche (les deux axes ne sont pas dans le même plan), dans lequel elle se comporte comme une roue à une dent (ou plus, selon le nombre de cannelures). On appelle aussi parfois ce système roue et vis sans fin.
La vis est une forme de came cylindrique.
On donne parfois abusivement le nom de vis à la vis d'Archimède, mais cette dernière s'apparente aux hélices.

## Caractéristiques techniques
La vis est généralement solidaire de l'axe qui la supporte (liaison complète), la cannelure étant parfois réalisée sur l'arbre même. Mais on trouve des exemples d'utilisation où la vis a un degré de liberté en translation sur son axe (arbre cannelé, à méplat, etc.) ainsi que des exemples de liaison temporaire (la vis est « débrayable »).

### Système vis et pignon
Associée avec un pignon, dans le cas d'un ensemble appelé roue-vis, la vis permet de changer l'axe d'une rotation : alors que la vis tourne autour de son axe, le pignon tourne autour d'un axe différent, en général perpendiculaire au premier.
L'engrenage formé est généralement irréversible quand l'angle de l'hélice est inférieur à 5 degrés (la vis peut entraîner le pignon, mais pas le contraire).
Contrairement à la majorité des autres systèmes d'engrenage où l'entraînement s'obtient par roulement d'un profil de dent sur l'autre, ici, l'entraînement est obtenu par glissement, ce qui rend le système plus silencieux par rapport aux engrenages classiques, mais qui se traduit par des caractéristiques de rendement et d'usure particulières :
- rendement de 0,50 à 0,96 pour roue et vis réversible bien graissé,
- rendement de 0,95[1]  pour roue et vis (entraxe 180 mm ; rapport de 6,4; vitesse de la vis de 1 500 tr/min)
- rendement de 0,30 à 0,40 pour roue et vis irréversible gras.

Ce rendement est fonction de plusieurs facteurs comme le type de lubrification, l'angle d'inclinaison de l'hélice, la matière des éléments roue et vis, etc. Toutes choses égales par ailleurs, pour une même paire vis-roue, ce rendement dépend également de la vitesse de rotation : il est plus faible lorsque la vitesse est nulle (transmission d'un couple pur sans vitesse au démarrage d'un système), et va augmenter ensuite avec la vitesse.

### Système vis et trou taraudé
La vis permet de réaliser une liaison hélicoïdale, c'est-à-dire de transformer un mouvement de rotation en un mouvement de translation, et dans certains cas de transformer une translation en rotation. La pièce taraudée porte le nom de noix.
La solution retenue est en général d'avoir un filetage trapézoïdal, mais cette solution a un rendement médiocre (environ 50 %) et le frottement provoque une usure. On utilise parfois un filetage triangulaire dissymétrique lorsque les efforts dans un sens sont plus importants que dans l'autre, le cas typique étant le cric. On peut utiliser une vis à billes : un filetage et un taraudage à filet rond permettant de faire rouler des billes, ce qui permet d'avoir un roulement au lieu d'un frottement ; on a alors un rendement de 98 %, mais le coût est plus élevé, la portée (longueur sur laquelle se fait la liaison) est limitée, et le système est moins irréversible (on a plus de risque de transformer une translation en rotation).

## Cas d'utilisations

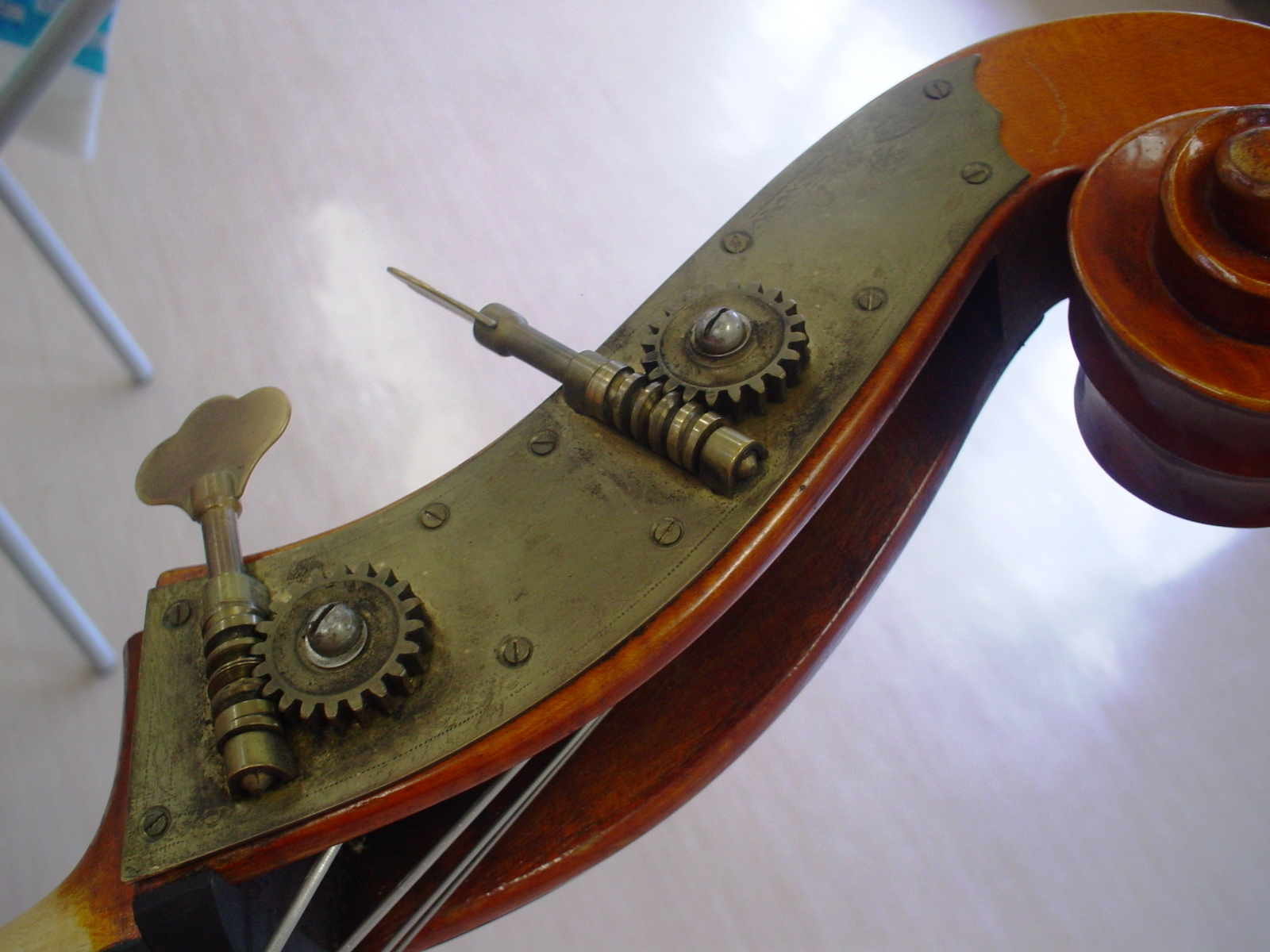
Dispositif d'accord d'une contrebasse, appelé mécaniques.

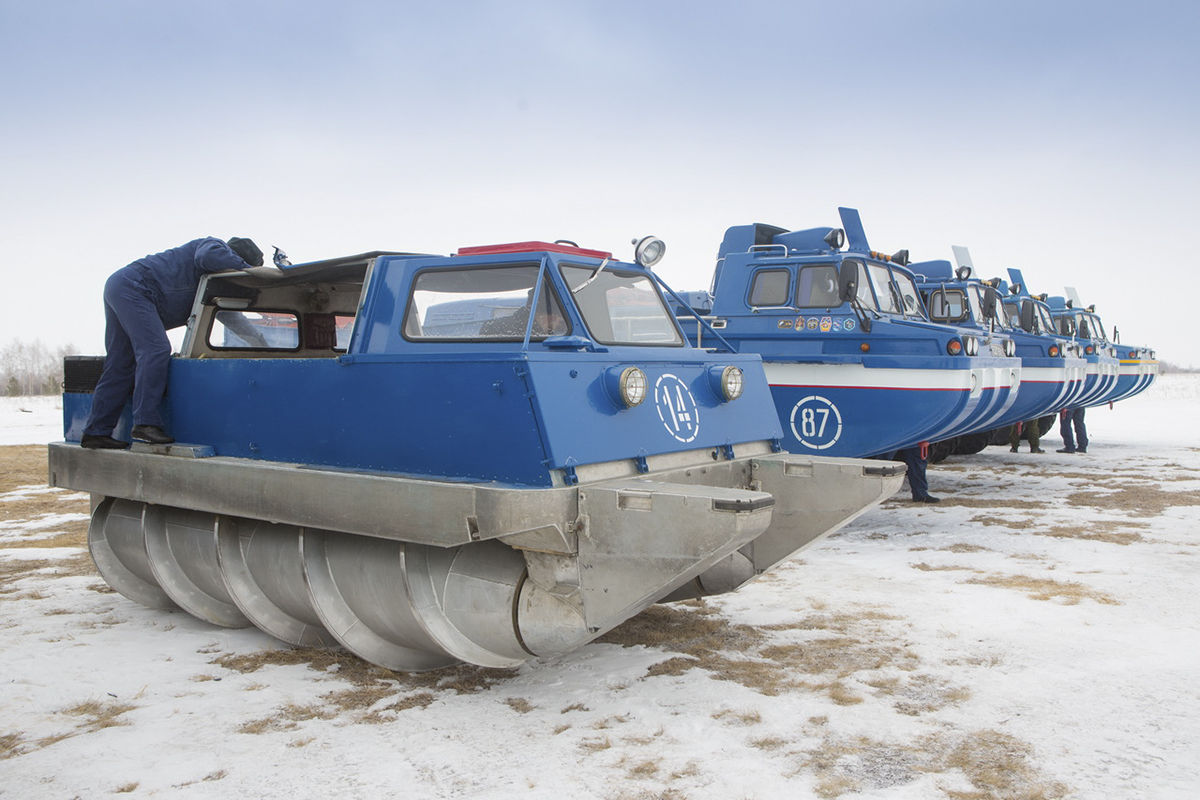
Véhicule à propulsion par vis sans fin, ZIL-2906 russe.

Ce système est très utilisé dans les cas où on cherche une très grande démultiplication, ou quand l'irréversibilité du système assure un fonctionnement correct :
- comme système de réduction d'effort dans le cas des treuils pour engin de levage,
- comme système de réduction de vitesse dans les appareillages mécaniques de transmission de mouvements (machine-outil, entraînement de tapis transporteur par moto-réducteur ou de rouleaux de laminoir, etc.)
- comme système de transmission de mouvement longitudinal en mouvement transversal dans les ponts et différentiels d'automobiles (ex. 203 Peugeot),
- Avec la roue entraînant la vis on arrive aussi à multiplier la vitesse. Certaines centrifugeuses comme l'écrémeuse se servent de ce principe.
- Véhicule à propulsion par vis sans fin

Certains systèmes utilisent parfois l'irréversibilité pour produire une translation sur l'axe de la vis à partir de la rotation du pignon; la vis se comporte alors comme une crémaillère.
L'irréversibilité des couples à vis dépend essentiellement de
- l'angle d'inclinaison
- la rugosité des surfaces en contact
- la vitesse de glissement
- le lubrifiant et
- la température

Pour atteindre l'irréversibilité, l'angle résultant doit être inférieur de l'arctangente du coefficient de frottement statique.
(voir arc-boutement)
Des systèmes de sécurité, d'autorégulation ou similaire, utilisent cette possibilité, complétée par quelques ressorts, de la tringlerie et/ou des contacts électriques [réf. nécessaire].
Le système de roue-vis peut être aussi utilisé, couplé avec un potentiomètre, dans des systèmes asservis. C'est un type de réducteur, c'est-à-dire un constituant mécanique dont la fonction est de réduire la vitesse de rotation de l'arbre de sortie par rapport à la vitesse de rotation de l'arbre d'entrée.

## Historique

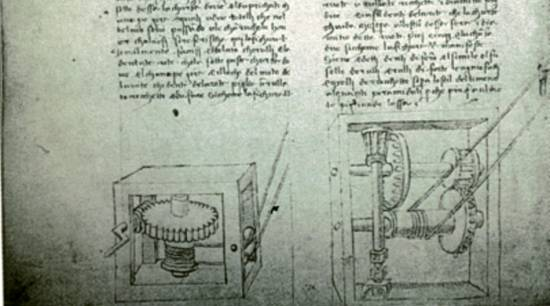
Treuil à engrenage et vis de Léonard de Vinci

Une image, datant de fin du XVe et début du XVIe siècle, est le dessin que Léonard de Vinci nous a laissé dans le Codex Ash 361 bibliothèque Mediceo-Laurenziana de Florence, montrant un système roue-vis dans un système de treuil. On ne sait pas s'il s’est inspiré de la vis d'Archimède.

## Littérature
1. ↑  Catalogue MUTAX®-SIMPLEX, page 27